# Wing Tsun
 Ikke at forveksle med Wing Chun.
|                     |                                                  |
| ------------------- | ------------------------------------------------ |
| Land                | Kina                                             |
| Grundlægger         | Leung Ting                                       |
| Nævneværdige elever | Keith Kernspecht, Emin Boztepe, Victor Gutierrez |

Wing tsun (kinesisk 詠春) er et kinesisk selvforsvarssystem.

## Historie
Leung Ting, tidligere formand for International Chinese Martial Arts Federation har proklameret, at han har registreret sin egen stavemåde - "Wing Tsun" - som et varemærke for sin organisation og tillader ikke undervisning af sit system under andre staveformer.
Leung Ting startede undervisning i Wing tsung i 1968 ved Baptist College, University of Hong Kong.

## Familietræ for Wing Tsun
Der er for få eller ingen kildehenvisninger i dette afsnit, hvilket er et problem. Du kan hjælpe ved at angive troværdige kilder til de påstande, som fremføres.

Ng Mui (五梅)
- Yim Wing Chun (嚴詠春)
  - Leung Bok Chau (梁博儔)
    - Leung Lan Kwai (梁蘭桂)l
      - Wong Wah Bo (黃華寶) & Leung Yee Tei (梁二娣)
        - Leung Jan (梁贊)
          - Chan Wah Shun (陳華順)
            - Yip Man (葉問)
              - Leung Ting (梁挺)
                - Emin Boztepe
                - Keith Kernspecht
                  - Victor Gutierrez
                    - Kasper Lund Nielsen

## Udbredelse og popularitet
Wing Chun har spredt sig til over 64 lande. Den mest udbredte skole er Leung Tings Wing Tsun.[kilde mangler]
En retningslinje er, at hvis skolen er medlem af EWTO, kan underviserens og skolens kvalitet verificeres.[kilde mangler] Wing Tsun-grenen er den eneste, der tilbyder en instruktøruddannelse,[kilde mangler] hvor man efter fuldført uddannelse kan danne sin egen skole med godkendelse fra EWTO.[kilde mangler] Uddannelsen tager to år.[kilde mangler]

### Grene
Leung Tings gren har yderligere tre anerkendte grene.[kilde mangler]
1. Stormester Keith Kernspechts EWTO, er teknisk en blødere, men mere direkte form af Leung Tings Wing Tsun.[kilde mangler] Kernspecht udviklede også "Blitz defense", hvilket er ment til at være en hurtig måde at lære at forsvare sig selv på.[kilde mangler]
2. Dai-Sifu Victor Gutierrez udviklede "Wing Revolution"[5] , som en slags "add-on" til Kernspechts EWTO system.[kilde mangler]
3. Dai-Sifu Emin Boztepe dannede sin egen organisation, der forlyder at være mere fokuseret på reel kamp til brug i for eksempel MMA.[kilde mangler]